# Emil Futter
Emil Futter (* 1877; † 7. Februar 1931) war ein österreichischer Oberingenieur und Elektroingenieur.

## Leben
Futter begann seine Laufbahn 1895 als Ingenieur in der Straßenbahn-Abteilung der Berliner Union Elektricitäts-Gesellschaft. Bereits ein Jahr später war er leitend als Ingenieur beim Bau der Linzer Straßenbahn tätig und der Erbauer von einigen der steilsten Adhäsionsbahnen der Welt. Unter anderem baute er 1898 nach einer Idee des Linzer Ingenieurs Josef Urbanski die Pöstlingbergbahn, die laut dem Guinness-Buch der Rekorde als steilste Adhäsionsbahn Europas gilt.
Ab 1898 leitete er die Österreichische Union Elektricitäts-Gesellschaft in Wien, welche 1904 mit der AEG zur AEG-Union verschmolz. Hier war Futter besonders mit der Errichtung von Elektrizitätswerken beschäftigt. Ab 1921 war er Vorstand des Verbandes der Elektrizitäts-Industrie Österreichs und ein von allen Seiten anerkannter Fachmann auf seinem Gebiet.

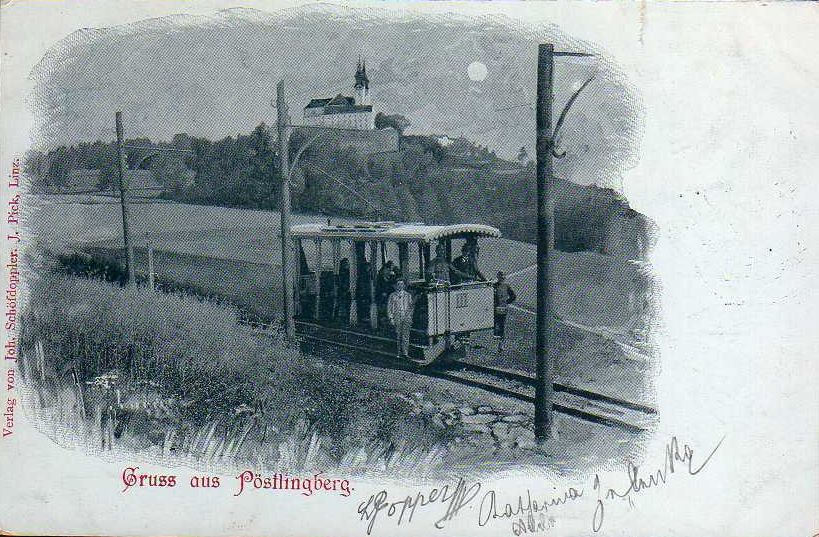
Die Pöstlingbergbahn in Linz

Die Emil-Futter-Straße in Linz wurde nach ihm benannt.